# Delilah (låt av Queen)
"Delilah" är en låt av det brittiska rockbandet Queen utgiven 1991 på albumet Innuendo. Låten skrevs av sångaren Freddie Mercury, men tillskrivs hela bandet, och släpptes som promosingel i Thailand den 14 december 1992.

## Medverkande
- Freddie Mercury - sång och bakgrundssång, piano, keyboard, trumprogrammering
- Brian May - gitarr
- John Deacon - elbas